# Escatologia cristiana
L'escatologia cristiana, una branca important de l'estudi de la teologia cristiana, tracta de les "últimes coses". Aquesta escatologia implica l'estudi de les "coses finals", ja sigui del final d'una vida individual, del final del temps, de la fi del món, o de la naturalesa del Regne de Déu. A grans trets, l'escatologia cristiana se centra en el destí últim de les ànimes individuals i de tot l'ordre creat, basat principalment en els textos bíblics de l'Antic i el Nou Testament.
L'escatologia cristiana busca estudiar i discutir qüestions com la mort i el més enllà, el Cel i l'Infern, la segona Vinguda de Jesús, la resurrecció dels morts, el Rapte, la Tribulació, el mil·lenarisme, la fi del món, el Judici Final i el Cel Nou i la Terra Nova al món vinent.
Passatges escatològics apareixen en molts llocs de la Bíblia, tant a l'Antic com al Nou Testament. També existeixen molts exemples extra-bíblics de profecies escatològiques, així com la Tradició apostòlica extra-bíblica relacionada amb el tema.